# 轰天炮4
《轰天炮4》（英語：Lethal Weapon 4，也译为《致命武器4》）是1998年上映的一部美国动作片，为“轰天炮”系列影片中的第四部续集，由李察·唐纳执导，梅尔·吉布森和丹尼·葛洛佛主演。该片是李连杰及高雄進軍荷里活首部電影，确立了李连杰在荷里活的地位。

## 劇情
某天瑞格和墨陶巡邏中無意間發現有狂徒在大街上開槍大肆破壞，雖然兩人將狂徒伏法，但上司墨菲為了不讓兩人再添麻煩，迫於無奈將兩人升格為隊長。兩人在此事件中得知瑞格的女友羅菈和墨陶的大女兒瑞安都懷孕。幾個月後兩人與李歐出海時又無意間與中國的走私船發生交火，雖然解決大部分的匪徒但瑞格不慎的讓船長給跑掉，墨陶的船因此也遭殃沉沒，而走私船上都裝滿了偷渡客。兩人在此案認識了負責調查此案的新人巴特警探，其實巴特與瑞安交往，孩子的父親正是巴特，家裡的人都知曉但唯獨墨陶不知此事，因為墨陶不會放心女兒跟一個警察交往，因此巴特時常在墨陶面前拍馬屁。墨陶在走私船附近的一艘救生艇發現一家偷渡者，但他不忍心將他們交給移民局於是偷偷將這家人窩藏在自己的家裡。另一方面，身為警局內務部警佐羅菈告知瑞格內務部正在調查墨陶，原因是墨陶的資金來源與收入不符，瑞格以為是在第二部中從南非走私船偷取的黑錢，其實是墨陶的老婆崔西是言情小說的作者，加上羅菈是崔西的讀者而瑞格曾聽羅菈講解過這才打消疑慮。
兩人與巴特透過調查來到黑幫老大人稱"班尼叔叔"的陳班尼的餐館，兩人懷疑班尼與此案有關，但三人因無證據還是被班尼給趕走，出餐館時瑞格發現當時走私船的船長就在餐館外面，於是與墨陶、巴特分頭追，但還是讓對方再次逃脫，沒多久船長被三合會的老大古華勝埋伏殺害。事實上走私船確實是班尼安排的，但船艙裡的偷渡客都是引人耳目的幌子，他也是聽從古華勝的指使安排偷渡一家人來到美國，但他們不知道的是這家人已經被墨陶在先前走私船事件中暫時收留了，墨陶與這家的主人阿洪交流後得知是阿洪的叔叔透過安排全家來到美國的，兩人因此成為好友，墨陶也將自己的手表贈送給阿洪作為友誼的紀念。阿洪在與叔叔聯絡時透露墨陶家中的地址，因此古華勝帶人將阿洪一家全部帶走，即使墨陶、瑞格、羅菈全力反抗但還是被古華勝擊倒，並將墨陶一家、瑞格、羅菈等人留在此地並縱火欲將眾人燒死，幸好阿洪的孫子小平沒被帶走而且救了眾人。
瑞格和墨陶曾經在班尼的餐館碰過古華勝，因此再次猜測班尼應該牽涉此案，於是請成為私家偵探的李歐暗中調查跟蹤班尼。趁班尼在看牙醫的時候在李歐的掩護下瑞格、墨陶和巴特混進班尼的病房並用笑氣讓班尼套出口風，但在笑氣的影響下瑞格不小心把巴特和瑞安交往並有小孩的事情說出口，墨陶一氣之下揍了瑞格一拳後要巴特對他做交代。瑞格等人打電話向一位華人警探討論從班尼套出來的訊息得知三合會的人會將任何礙事的人（包含警察）與其家人在內全部剷除，瑞格等人商量將自己的家人先送到安全點。瑞格護送羅菈和小平前往安全點時在交流道被三合會的人襲擊，對方想要製造事故來謀殺瑞格等人，羅菈將對方射傷然後對方被路過的火車撞死，此時墨陶聯絡瑞格來到一間工廠會合，見到班尼和阿洪叔姪三人的屍體，與華裔警探討論後發現三合會的陰謀。三合會的四大長老在香港回歸後被政府收押，其中一位是古華勝的親哥哥，但有個貪污的將軍將四大長老引渡到美國欲與古華勝做交易，三合會打算做假人民幣與將軍交易換回四大長老，因為阿洪的叔叔是藝術家，而三合會的人看中這點於是古華勝跟阿洪的叔叔做條件，將阿洪一家送來美國，然後阿洪叔叔要幫忙做模板，古華勝為了殺雞儆猴讓叔叔聽話於是殺了阿洪並要脅不繼續做事便要殺阿洪一家，事後又將阿洪叔叔和班尼滅口。
瑞格、墨陶、巴特與隨行的兩名警探等人來到將軍的交易地點後向將軍揭發古華勝印假鈔欺騙他的事，將軍一怒之下處決了四大長老的其中兩個引發了三方混戰後將軍也中彈身亡，瑞格與其他人分散去追古華勝並打了起來，巴特為墨陶擋了一槍，然後墨陶請同行的警探照料巴特後去追捕古華勝，此時的瑞格與古華勝搏鬥時處於下風，墨陶趕到向古華勝開了一槍，雖然古華勝躲過但子彈卻打中古華勝的哥哥，沒多久就傷重不治，瑞格和墨陶看古華勝痛失哥哥想放過他，但古華勝欲殺兩人因此三人搏鬥了起來，即使墨陶重創了古華勝但前者還被打暈了過去，瑞格和古華勝掉入海裡繼續搏鬥，瑞格撿到遺落在附近的步槍將古華勝射殺後離開水面。墨陶醒來救起掉入水面的瑞格後兩人就離開了。
幾天後瑞格來到亡妻的墳前表示他多次與羅菈談過結婚，但瑞格不想對不起亡妻，此時跟蹤瑞格的李歐突然冒出來以自身經歷來開導瑞格，瑞格才意識到以前對李歐態度惡劣並對以前的事情道歉，李歐卻早已把瑞格和墨陶當家人看待對以往的事既往不咎。兩人突然接到羅菈的通知，原來她要生小孩了，李歐為了準備車子先行一步，瑞格在亡妻的墳前表示這輩子不會將她忘記後就趕到醫院。瑞格在羅菈去生產前表示願意娶她為妻，並在猶太牧師和李歐的見證下完成結婚儀式讓她放心生產，與李歐盡釋前嫌的瑞格順道讓李歐留下來看孩子。沒多久瑞格的兒子和墨陶的孫女誕生，同時墨陶和巴特也來探望孫女女兒，這時的墨陶也接受巴特成為他的女婿，而墨菲也來到醫院祝賀同時也將瑞格墨陶降回警佐，墨菲也向墨陶告知警察局長特別向移民局求情讓阿洪一家人申請政治庇護。

## 製作
主體拍攝於1998年1月16日開始，於洛杉矶進行製作。